# Denis Moisejčenkov
Denis Sergeevič Moisejčenkov (in russo Денис Сергеевич Моисейченков?; traslitterazione anglosassone Denis Sergeyevich Moiseychenkov; Zima, 21 maggio 1986) è un bobbista russo.

## Biografia
Iniziò a gareggiare nel 2007 come frenatore per la squadra nazionale russa e debuttò in Coppa Europa a novembre 2007. Si distinse nelle categorie giovanili conquistando una medaglia d'argento ai mondiali juniores, colta nel bob a quattro a Sankt Moritz 2010 con Nikita Zacharov come pilota.
Esordì in Coppa del Mondo all'avvio della stagione 2009/10, il 13 dicembre 2009 a Winterberg dove si piazzò all'11º posto nel bob a quattro con Evgenij Popov alla guida. Colse il suo primo podio nel week-end seguente, il 20 dicembre 2009 ad Altenberg quando fu terzo nella gara a quattro con Popov, Andrej Jurkov e Aleksej Kireev.
Partecipò alle olimpiadi di Vancouver 2010 concludendo la gara di bob a quattro all'ottavo posto con Popov, Jurkov e Kireev.
Non ha mai preso parte a nessuna edizione dei campionati mondiali mentre agli europei conta invece due presenze e un ottavo posto come risultato migliore, colto a Igls 2010, sempre con Popov, Jurkov e Kireev.

## Palmarès

### Mondiali juniores
- 1 medaglia:
  - 1 argento (bob a quattro a Sankt Moritz 2010).

### Coppa del Mondo
- 2 podi (tutti nel bob a quattro):
  - 1 secondo posto;
  - 1 terzo posto.

### Circuiti minori

#### Coppa Europa
- 9 podi (tutti nel bob a quattro):
  - 3 vittorie;
  - 1 secondo posto;
  - 5 terzi posti.